# 타이밍 (만화)
타이밍은 대한민국의 만화가 강도영이 그린 만화이다. 2005년 6월부터 10월까지 강도영이 다음 만화속세상에 연재했다. 의문스러운 죽음을 막으려는 시간능력자들 타임스토퍼(시간을 멈추는 자) 김영탁, 예지몽(미래의 참사를 보는 자) 박자기, 타임리와인더(시간을 10초 전으로 되돌리는 자) 강민혁, 예지안(10분 후를 보는 자) 장세윤 등이 주인공이다. 영화화 작품은 2015년 공개되었다.

## 줄거리
한 고등학교에 다니는 학생 김영탁은 시간을 멈추는 타임스토퍼 능력을 가지고 있다. 그래서 틈이 날 때마다 시간을 멈춰 자신만의 세계를 만들곤 한다.
꿈으로 10분 후의 일을 미리 볼 수 있는 예지안을 가진 능력자 장세윤은 그날도 어느 회사원이 교통사고를 당해 죽을 것을 알고 막으려 하지만 결국 실패한다.
시간을 10초 전으로 되돌리는 타임와인더 능력을 가진 강민혁은 갑작스럽게 아내와 아들이 가스 누전 사고로 죽는 사건이 일어나자 능력을 사용해  구하려 하지만 결국 실패하고 절망에 빠진다.
미래의 참사를 볼 수 있는 예지몽을 능력을 가진 박자기 선생(김영탁의 고등학교 영어선생님)은 10일 후 많은 사람들이 죽고 다른 3명의 시간능력자들과 함께 있는 꿈을 꾼다.
그래서 이를 막기 위해 김영탁, 장세윤을 만나지만 곧 사건이 시작되어 여학생 김영이 옥상에서 떨어져 자살하는 사건이 일어난다. 이를 수사하기 위해 전 <아파트>의 등장인물이었던 저승사자 양성식 형사가 고등학교로 파견되고 곧 여학생 이군선이 의문의 죽음을 당한다. 그리고 다시 학생 백기형과 유재혁이 더 자살하려 하자 이에 김영탁이 시간을 멈춰 그 학생들을 구하려 하지만, 갑작스럽게 김영과 이군선의 귀신들이 나타나 김영탁을 방해하고 결국 백기형만 구하고 유재혁은 죽고 만다.
이에 김영탁과 박자기 선생은 나머지 1명의 시간능력자 강민혁을 설득하려 하지만 실패하고 만다. 사건 발생 6일 전에는 체육선생 차동식이 실종되고 김영탁이 학생들의 자살을 막으려는 과정에서 귀신들에 의해 옥상에서 떨어져 죽고 만다.
그리고 교장 선생이 실종되고 이광진, 김순천, 박주희 방송반 학생들이 다시 의문의 죽임을 당하고 뒤이어 저승사자 양성식 형사마저 방송반 학생들의 죽음을 막으려는 과정에서 죽고 만다. 김영탁의 자살로 합류한 강민혁은 모든 생각을 풀이해 이 사건의 배후가 백기형이라는 학생임을 알아낸다. 이를 눈치챈 백기형은 예지안 능력자 장세윤을 죽이려 하고 장세윤은 백기형을 피하려다가 사고를 당해 팔에 부상을 당한다.
이 사건의 모든 배후였던 백기형은 손으로 사람들을 죽이는 강민혁의 아내를 통해 저승사자의 능력을 받아내고 박자기 선생에게 처참한 미래를 보여주기 위해 모든 일을 계획했던 것이었다.
강민혁은 박자기에게 이 사실을 말하기 위해 계속 말을 되풀이하다가 결국 죽고 박자기는 학교 옥상으로 올라가 박자기의 엄마와 장세윤, 그리고 백기형을 만난다.